# Dogtrekking
Dogtrekking (někdy též dog-trekking) je kynologický vytrvalostní sport, při němž jsou překonávány mimořádné vzdálenosti v časovém limitu. Dogtrekking je outdoorovým sportem, který vede účastníky k samostatnému rozvíjení fyzických a mentálních například orientačních schopností. Rozvíjí souhru a vzájemné pochopení člověka a psa.
Psovod je se psem při dogtrekkingu spojen buď postrojem a vodítkem připjatým k bedernímu pásu, nebo vede psa pouze na vodítku (či střídáním obou variant). V žádném případě není možno jít se psem "na volno" (ani krátkodobě).
Dogtrekkingové akce jsou obvykle pořádány na 100 a více kilometrů. Za nejkratší dogtrekking lze respektovat podnik na 80 km. Jsou buď etapové (různé místo startu a cíle), nebo respektují pouze časový limit. Při etapovém dogtrekkingu je doporučená délka etapy min. 40 km.
Účastníci jsou při dogtrekkingu odkázáni sami na sebe a před započetím podniku podepisují prohlášení, jímž stvrzují, že vstupují do akce výhradně na vlastní nebezpečí a že jsou si vědomi úplné vlastní zodpovědnosti za sebe a svého psa.
V Česku se každoročně pořádá několik, převážně horských, závodů, které jsou zařazeny do seriálu mistrovství republiky.